# Seznam českobudějovických biskupů

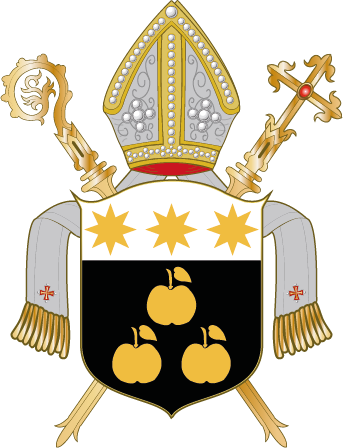
Znak českobudějovické diecéze

Toto je úplný seznam a galerie českobudějovických biskupů zahrnující sídelní biskupy od vzniku diecéze po současnost. Od jejího vzniku usedlo na českobudějovický biskupský stolec 13 biskupů, další dva (Karel Průcha 1883 a Antonín Eltschkner 1940) pak byli biskupy jmenováni, ale nikdy diecézi nepřevzali.

## Galerie

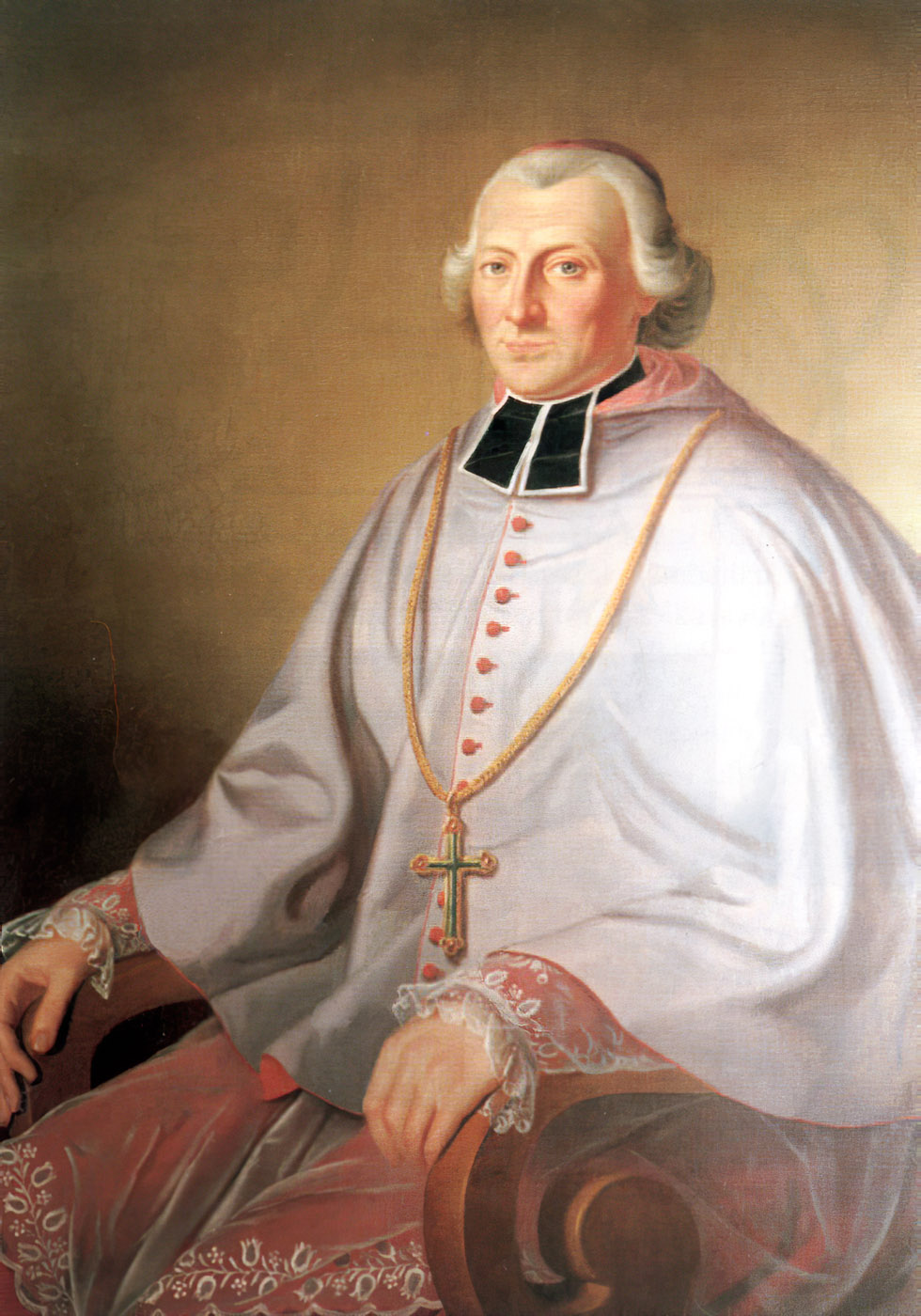
1. Jan Prokop Schaaffgotsche (1785–1813)
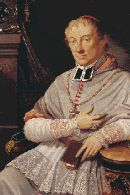
2. Arnošt Konstantin Růžička (1815–1845)
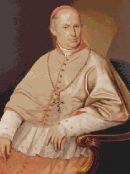
3. Josef Ondřej Lindauer (1845–1850)
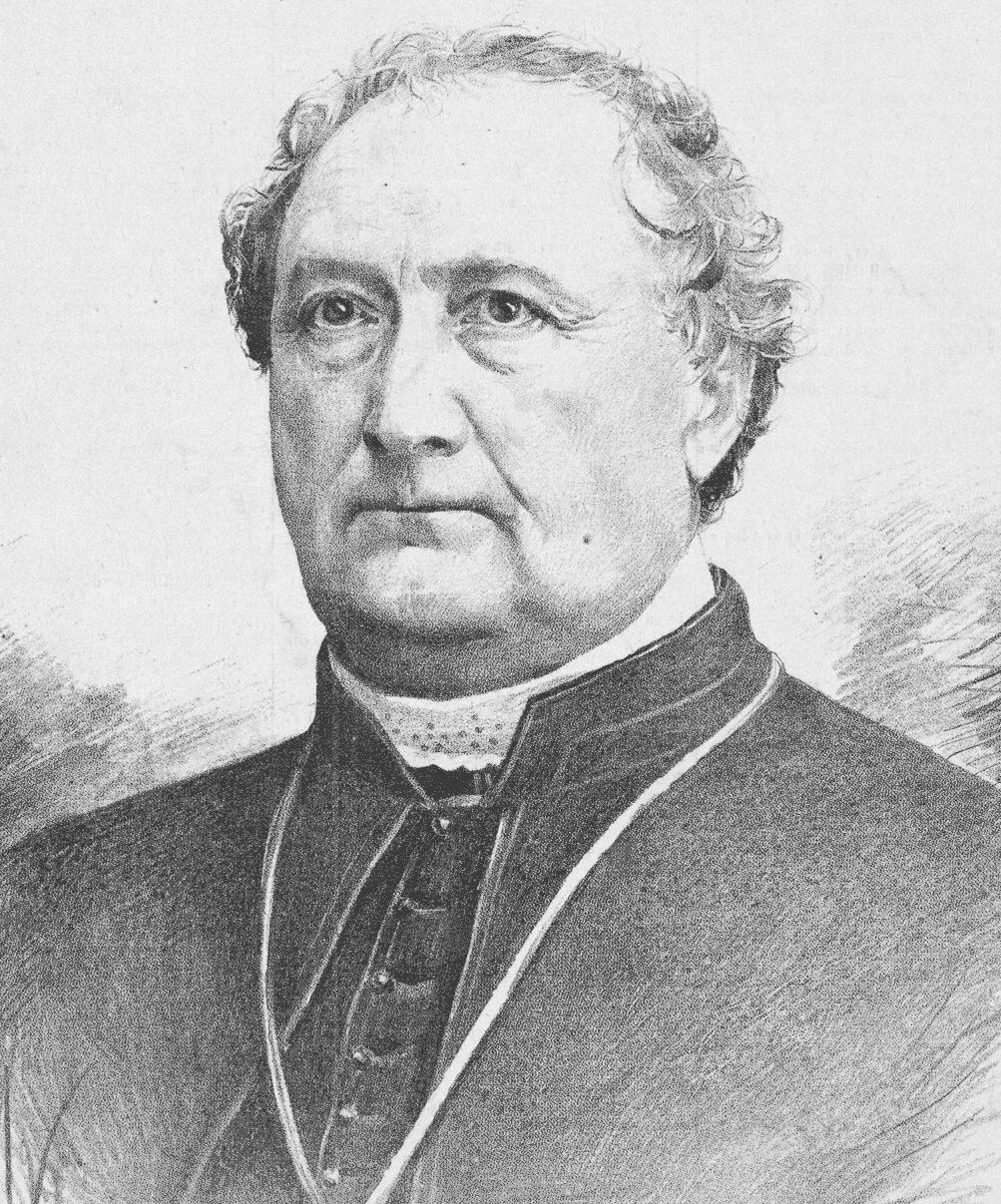
4. Jan Valerián Jirsík (1851–1883)
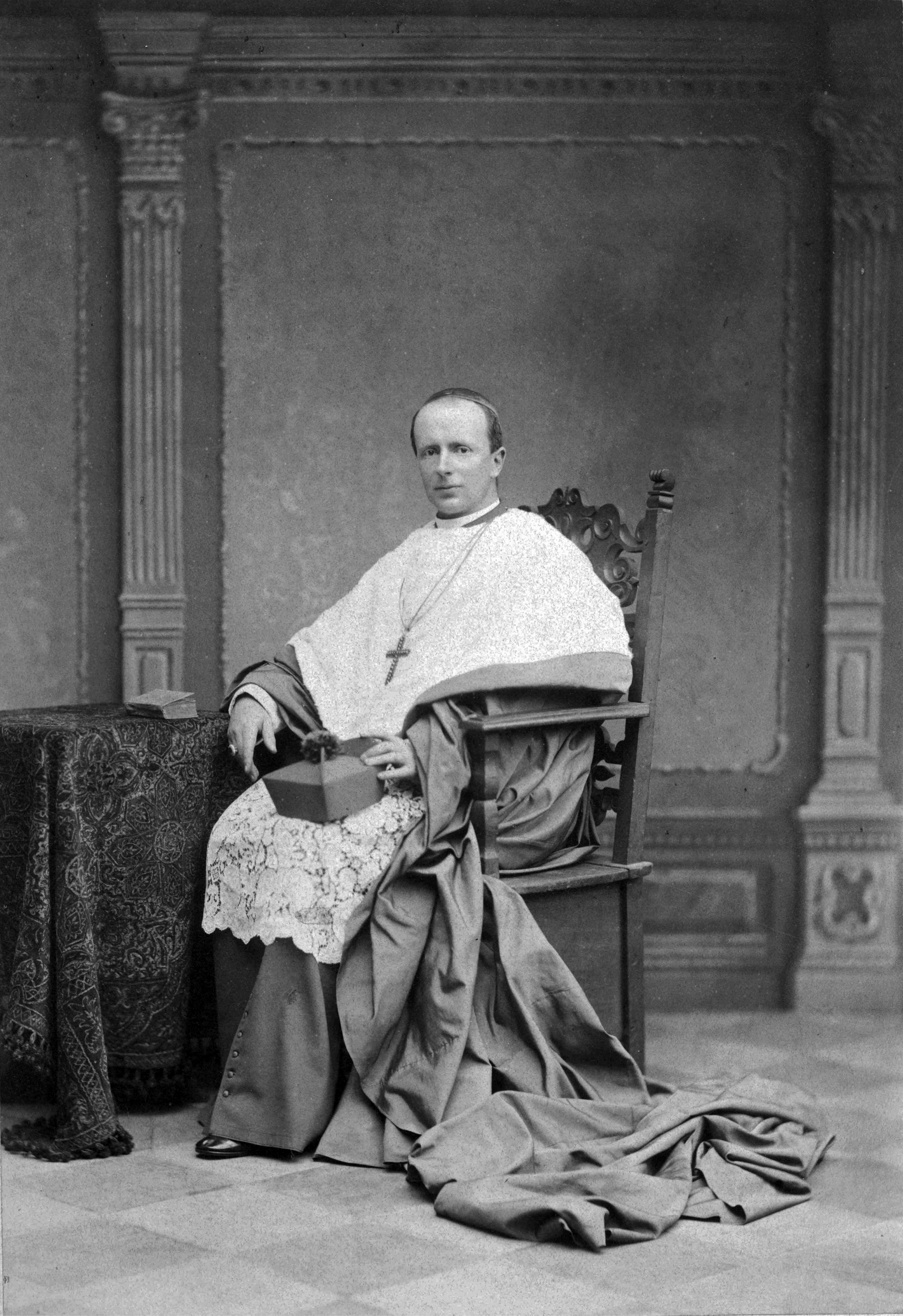
5. František Schönborn[1] (1883–1885)
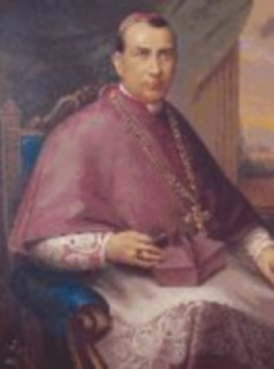
6. Martin Josef Říha (1885–1907)
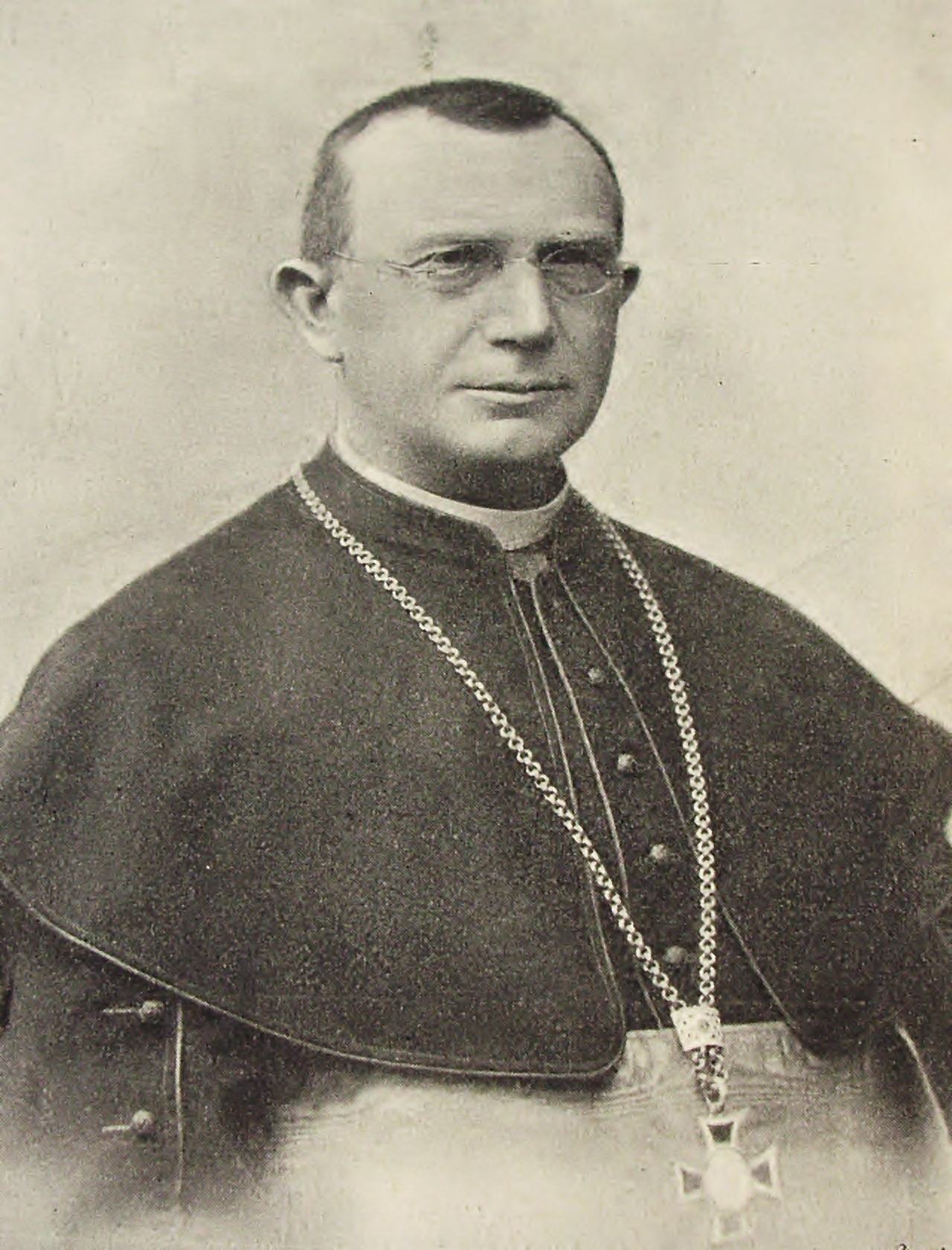
7. Josef Antonín Hůlka (1907–1920)
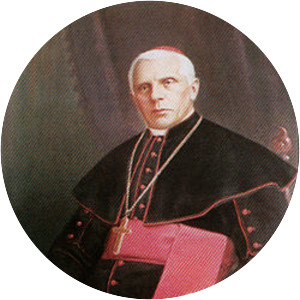
8. Šimon Bárta (1920–1940)
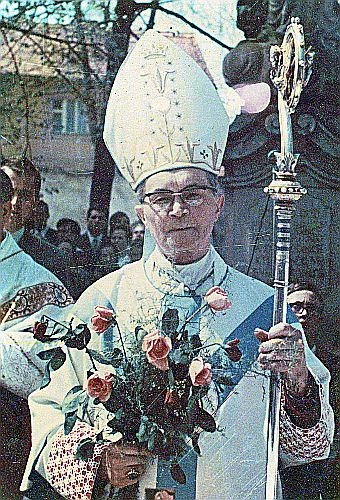
9. Josef Hlouch (1947–1972)
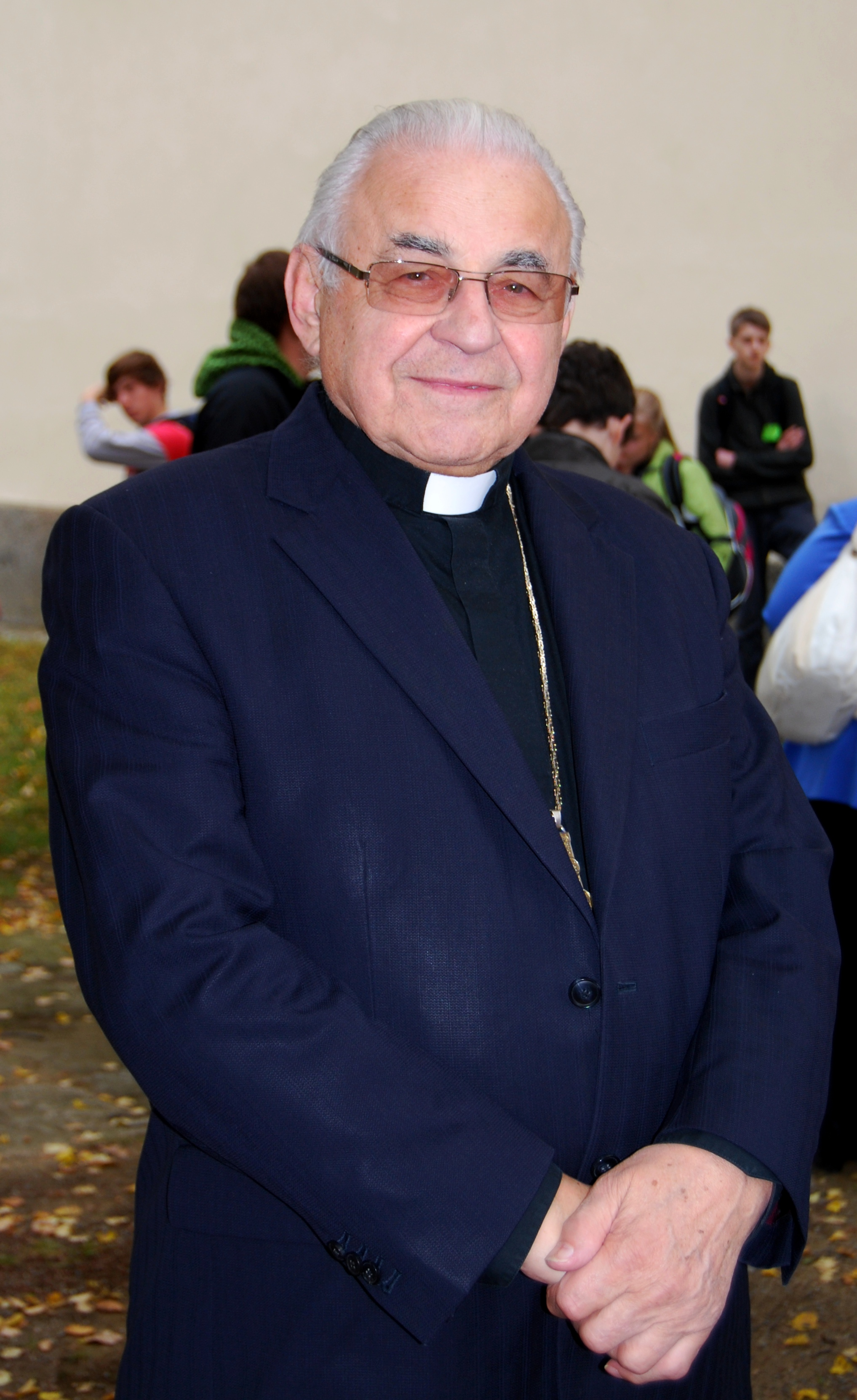
10. Miloslav Vlk (1990–1991)
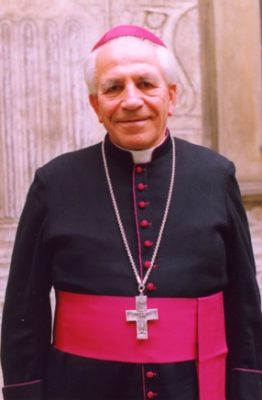
11. Antonín Liška (1991–2002)
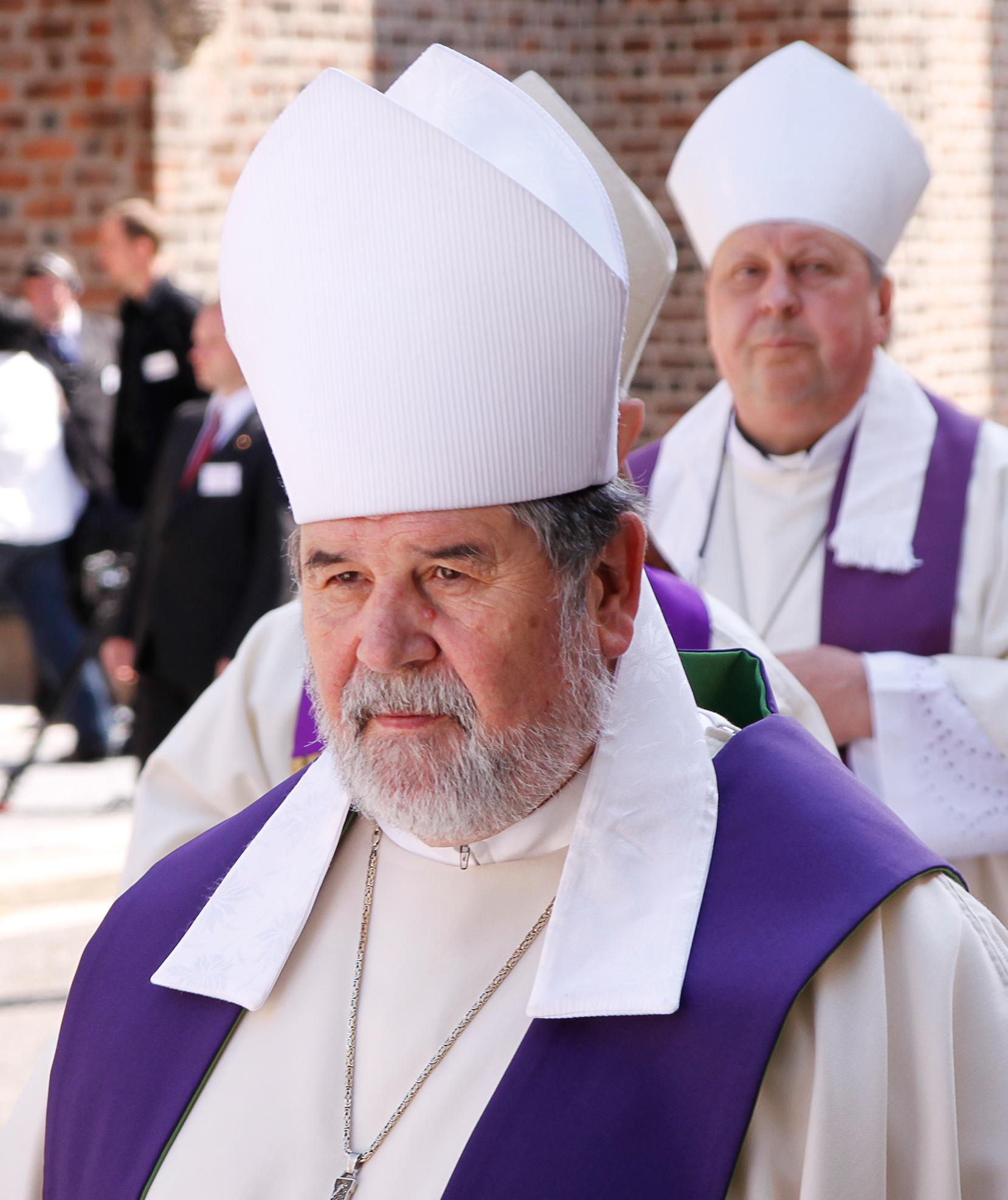
12. Jiří Paďour (2002–2014)
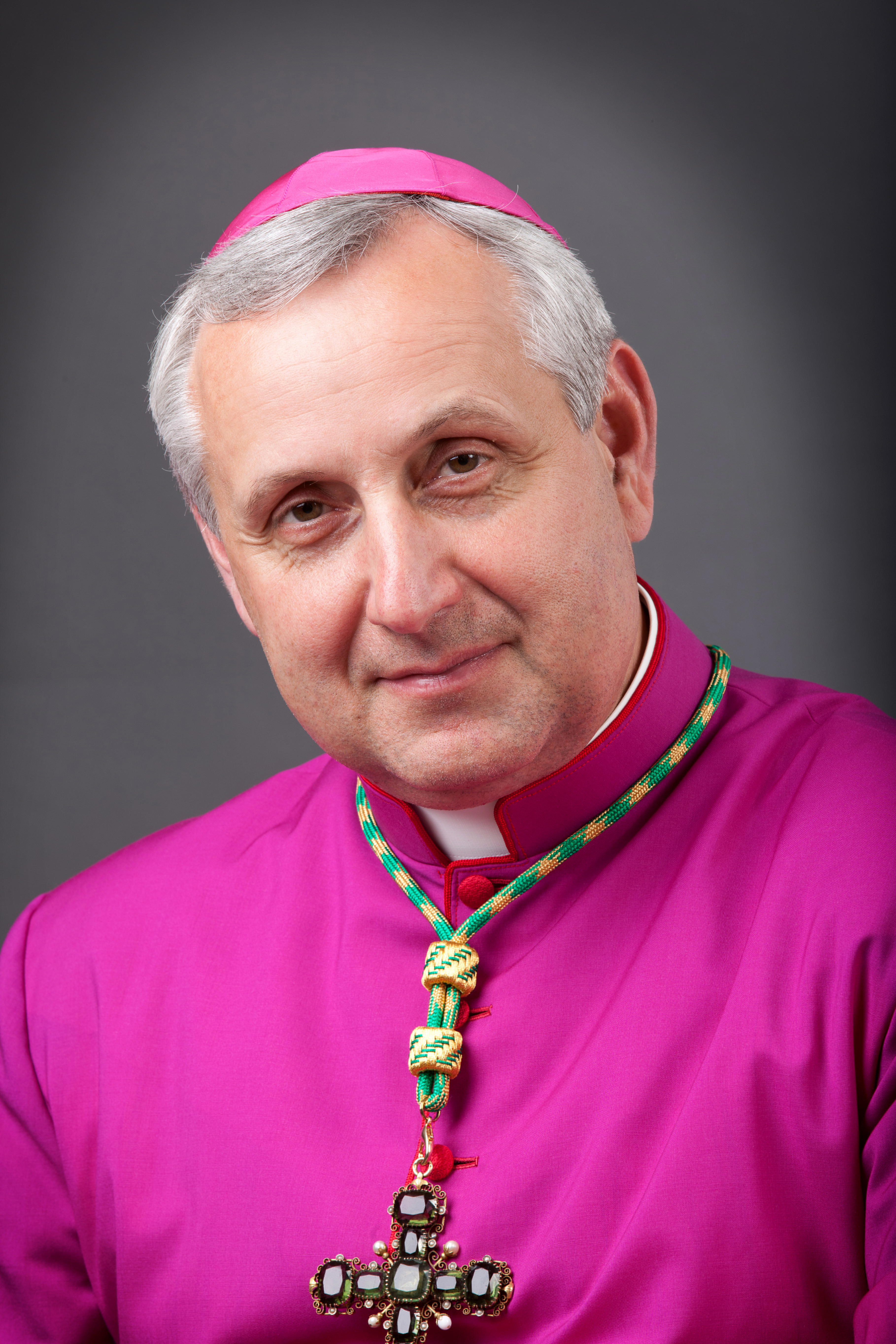
13. Vlastimil Kročil (od 2015)

## Pomocní biskupové

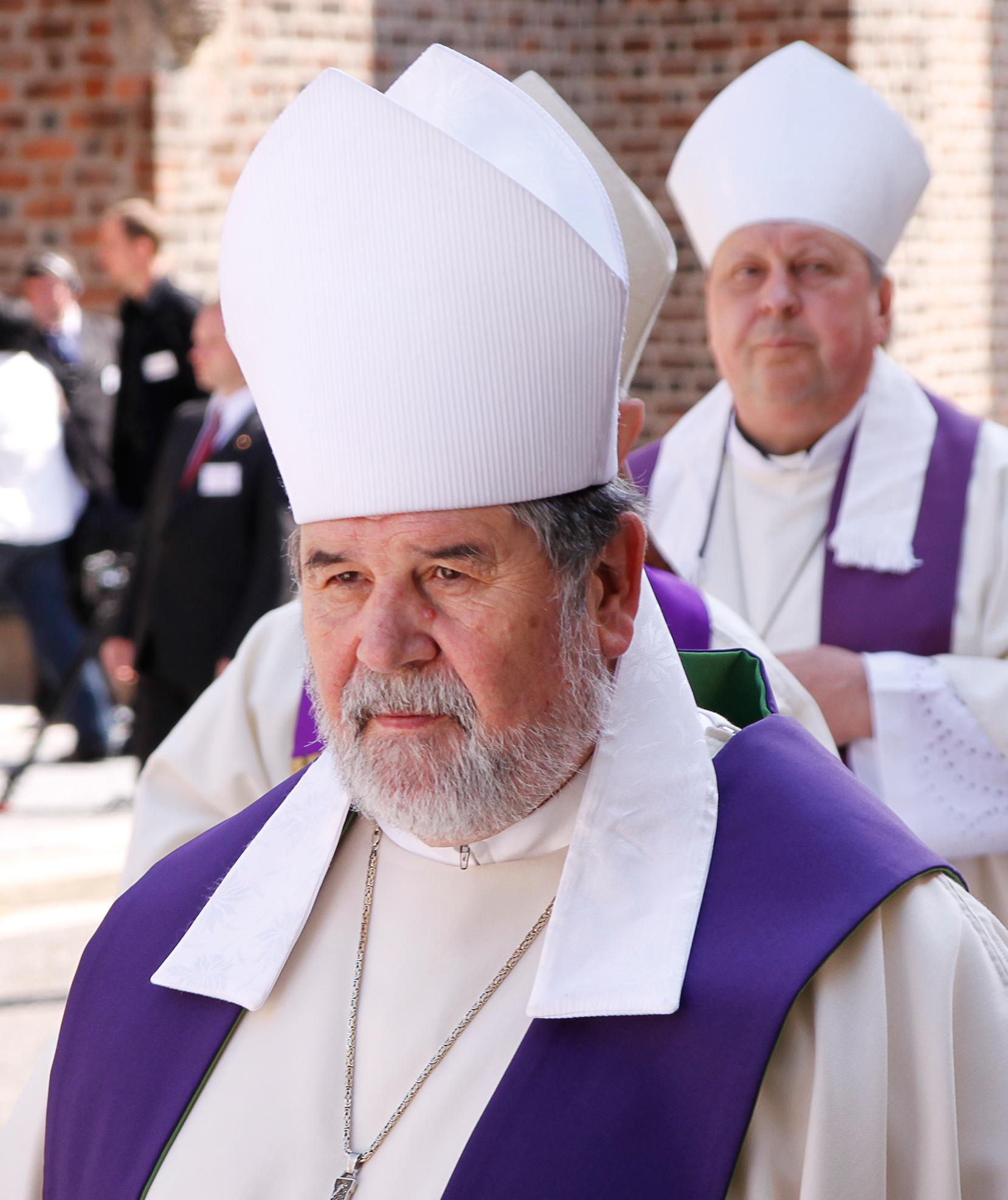
Jiří Paďour (2001–2002) biskup koadjutor
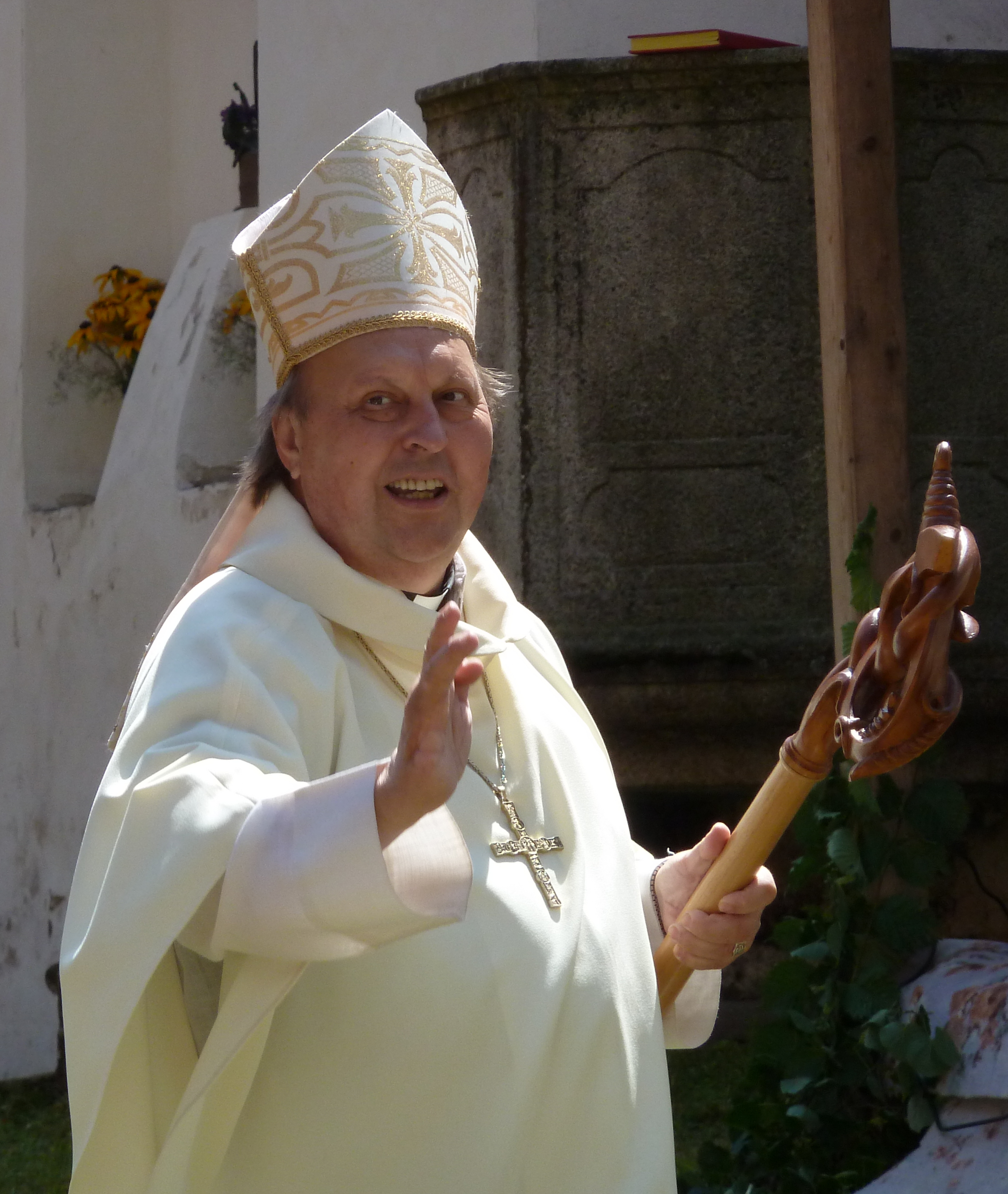
Pavel Posád (od 2008)